# تپه قلعه حیدر بیگ
تپه قلعه حیدر بیگ مربوط به هزاره دوم و اول - دوران‌های تاریخی پس از اسلام است و در شهرستان بیجار، روستای نجف آباد واقع شده و این اثر در تاریخ ۸ مرداد ۱۳۸۱ با شمارهٔ ثبت ۵۹۲۸ به‌عنوان یکی از آثار ملی ایران به ثبت رسیده است.